# Rivoli Veronese
Rivoli Veronese är en ort och kommun i provinsen Verona i regionen Veneto i Italien. Kommunen hade 2 196 invånare (2018).